# Kluang
Huyện Kluang là một huyện thuộc bang Johor của Malaysia. Huyện Kluang có dân số thời điểm năm 2010 ước tính khoảng 288357 người.